# ترجان
ترجان روستایی از توابع بخش مرکزی در شهرستان سقز است که در استان کردستان ایران قرار دارد. این روستا در ۶۰ کیلومتری شهر سقز و ۳۷ کیلومتری شهر بوکان قرار گرفته است. ترجان فرهنگ مکریانی (بوکان) دارد.

## جمعیت
این روستا در دهستان ترجان واقع شده و براساس سرشماری سال ۱۳۸۵، جمعیت آن ۷۸۰ نفر (۱۵۹ خانوار) بوده است.

## مردم
مردم این روستا کُرد هستند و زبانشان کُردی سورانی مکریانی است. با اینکه این روستا از نظر اداری از توابع سقز محسوب می‌شود اما مردم آن برای امرارمعاش، زندگی، تحصیل و مهاجرت به بوکان می‌روند و خود را جزو مردم شهرستان بوکان می‌دانند. تنها برای امور اداری به سقز مراجعه می‌کنند.

## نگارخانه

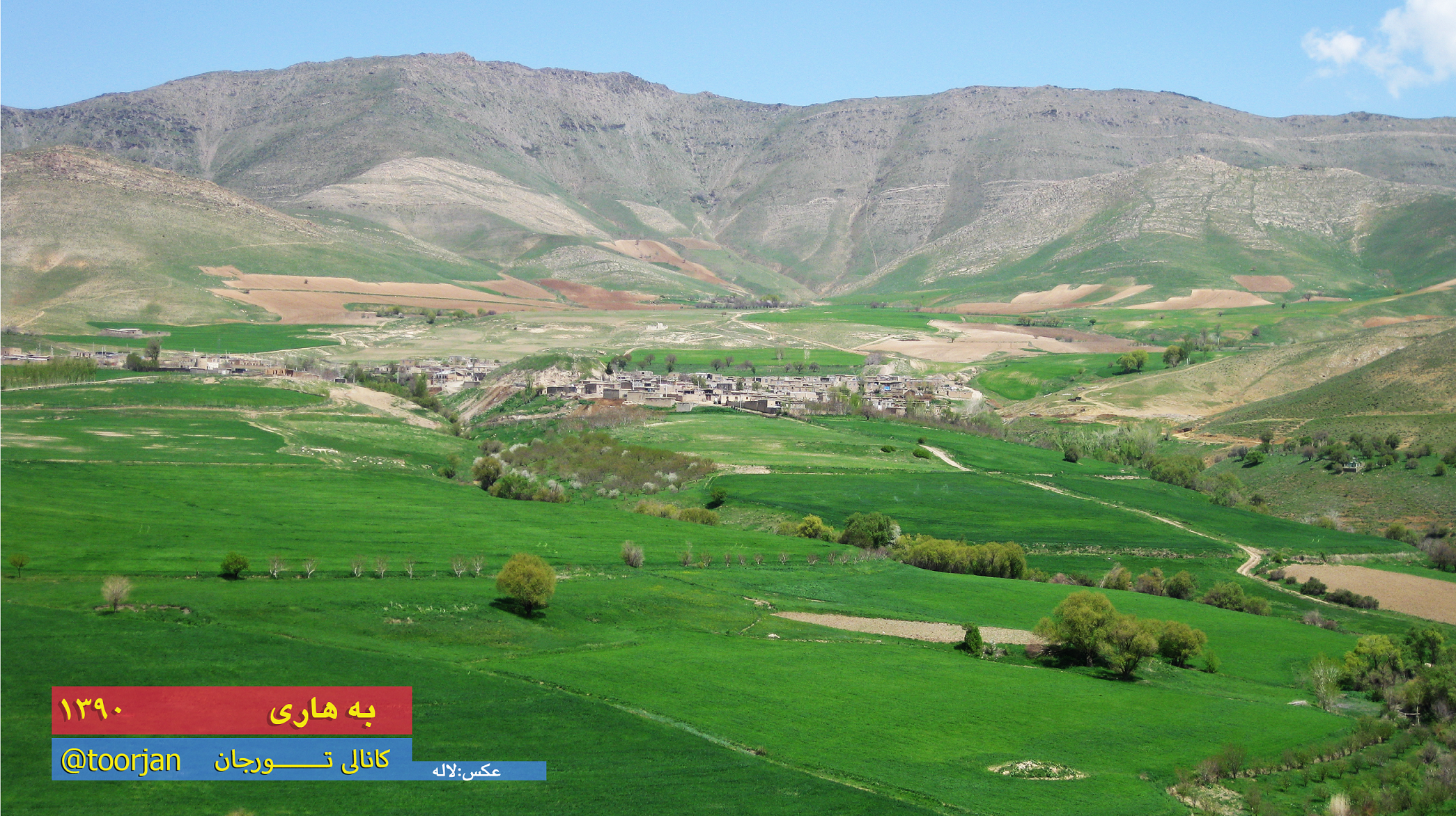
ترجان
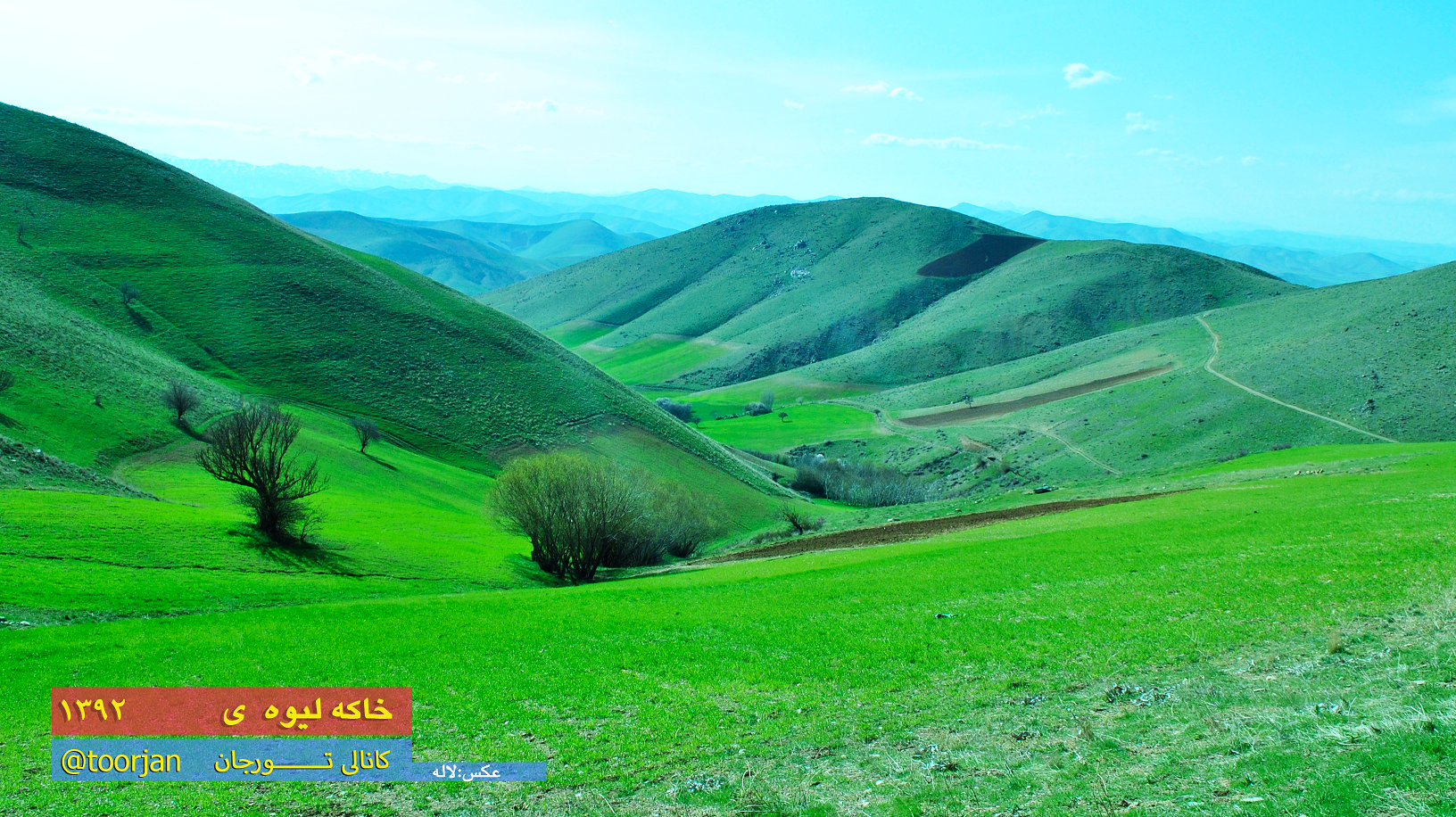
ترجان
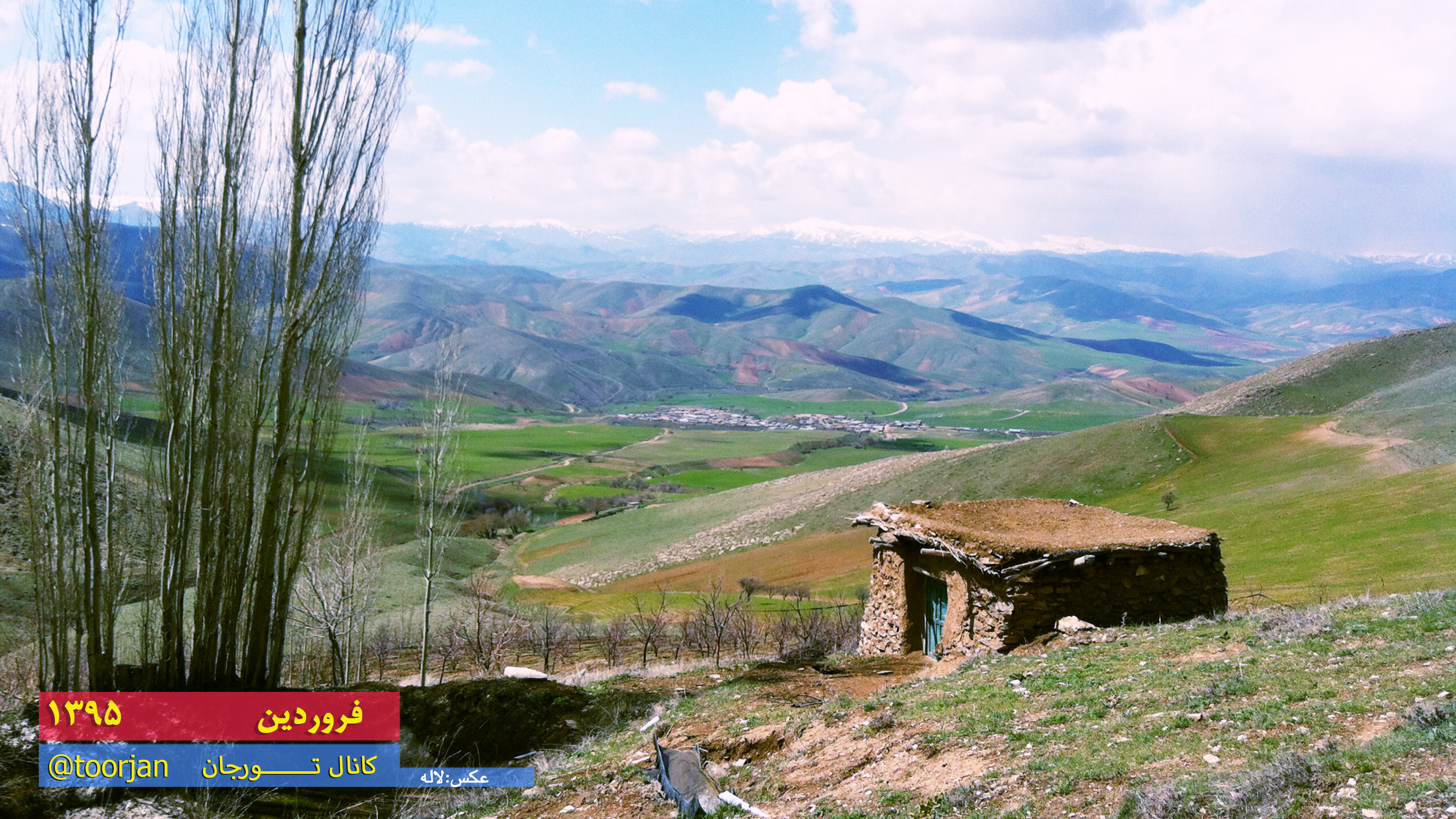
روستای ترجان دامنه کوه استاد مصطفی
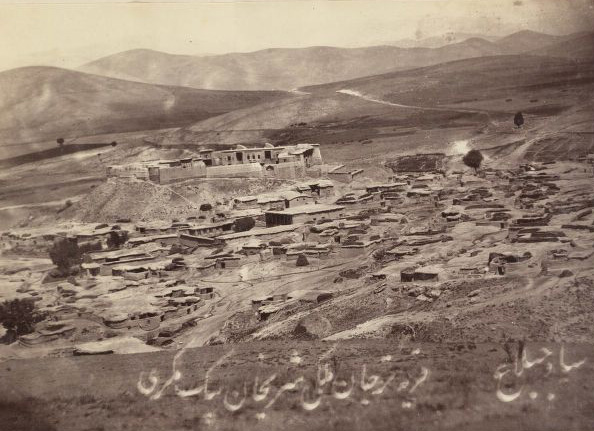
روستای ترجان در سال ۱۳۰۸